# Ponte sul Qingshui
Il ponte sul Qingshui è un ponte sospeso
situato Guizhou in Cina.

## Descrizione
Il ponte misura 406 m, attraversa il fiume Qingshuihe e fa parte della superstrada Guiwenged, è il terzo ponte sospeso più alto del mondo ed è uno dei più lunghi, avendo una campata principale di 1 130 m.
I due piloni sono alti 230 m e 224 m. Il costo per la sua realizzazione ammonta a 1,54 miliardi di yuan (circa 158 milioni di sterline). Lo scopo della sua realizzazione è il monitoraggio della rete dei trasporti nella regione e la riduzione della distanza tra la contea di Weng'an e Guiyang da 160 km a 38 km. La sua apertura al traffico è avvenuta il 31 dicembre 2015.